# Lech Bukowiec
Lech Bukowiec (ur. 5 stycznia 1957 w Miliczu, zm. 16 lutego 2018 w Wałbrzychu) – prezydent Wałbrzycha od 3 listopada 1998 do 30 stycznia 2001.

## Życiorys
Syn Kazimierza i Heleny. Z zawodu ślusarz-mechanik, pracował w kopalni Victoria. Później został dyrektorem biura poselskiego Marka Dyducha i jego bliskim współpracownikiem. Był członkiem Sojuszu Lewicy Demokratycznej, przewodniczył jego wałbrzyskim strukturom. Po raz pierwszy wybrany do miejskiego samorządu w roku 1994. Po wyborach samorządowych z 1998 wybrany przez Radę Miasta Wałbrzycha prezydentem miasta. W 2000 roku doznał udaru mózgu i podupadł na zdrowiu. W konsekwencji w styczniu 2001 roku zrezygnował z funkcji. Jego następcą wybrano Stanisława Kuźniara, również reprezentującego lokalne SLD. Nie kontynuował później działalności politycznej.
Zmarł 16 lutego 2018 roku, został pochowany na cmentarzu komunalnym w Wałbrzychu.